# Marco Amelia
Marco Amelia (Frascati, Roma (província), 2 de abril de 1982) é um  futebolista italiano que atua como goleiro. Atualmente, está no Vicenza.

## Clubes

### Lupa Frascati, Roma e Livorno
Amelia cresceu como parte da equipe juvenil da Roma. Em 2001 ele deixou o Giallorossi para se juntar  ao clube da Serie C1 Livorno por empréstimo, jogando apenas uma vez em sua primeira temporada, ele foi sucessivamente confirmada pelo Livorno para a temporada 2002-03, por uma taxa de transferência de € 2,8 milhões, como parte do negócio que adquiriu metade dos direitos de Giorgio Chiellini, e promovido como regular pelo treinador Roberto Donadoni na campanha de retorno a Serie B.
Amelia, então, passou dois períodos de empréstimo ao Lecce e Parma (ambos Serie A ) antes de retornar ao Livorno em junho de 2004, tornando-se um dos pilares da equipe desde então, e também ter a chance de fazer uma estreia a nível europeu na temporada 2006 - 07 da Taça UEFA, onde ele ainda conseguiu marcar um gol, um cabeceio contra o Partizan Belgrado.

### Palermo
Em julho de 2008, depois de Livorno foi rebaixado para a Série B, Amélia fechou um acordo permanente para se juntar ao Palermo, por € 6 milhões; entre os destaques de sua época, ele foi mais lembrada pelos fãs de um pênalti de Ronaldinho no 2º tempo,na vitória do Milan por 1-0, mas também, de uma forma mais negativa, por sofrer um golo de 45 metros de distância por Giuseppe Mascara no Derby di Sicilia contra o Catania,terminando em uma derrota em casa por 0-4.

### Genoa
Em agosto de 2009, Amélia mudou-se para Gênova, como parte de um acordo de troca de jogador, com Rubinho vindo para o Catania, no valor de € 5M. Ele foi a primeira escolha da equipe, exceto em alguns jogos jogados em que foi substituído por Alessio Scarpi.

### Milan
No dia 23 de Junho de 2010 e após a venda do goleiro Marco Storari para a Juventus FC, Amelia foi contratado pelo Milan por empréstimo, incluía o direito de comprar o jogador no final do empréstimo anual. No dia 24 de maio, Milan assumiu a opção de comprar o goleiro, apesar de Marco Amelia fazendo somente um punhado de aparências e de ser segunda opção para Christian Abbiati  por toda a temporada. Ele fez sua estreia na temporada 2011-12 da Serie Um em 28 de novembro de 2011 contra o Chievo, no lugar de Abbiati, que sofreu lesão no ombro.

### Chelsea
Foi contratado em 8 de outubro de 2015 pelo Chelsea por uma temporada.

## Vida pessoal
Amelia é casado com a italiana Carlotta Bosello. Ele tem dois filhos Giulio Cesare nascido em 28 de setembro de 2009 e Matilde Amelia em 19 de fevereiro de 2013.

### Seleção
| Itália | Itália | Itália |
| Ano    | Jogos  | Gols   |
| ------ | ------ | ------ |
| 2005   | 1      | 0      |
| 2006   | 2      | 0      |
| 2007   | 2      | 0      |
| 2008   | 3      | 0      |
| 2009   | 1      | 0      |
| Total  | 9      | 0      |

## Títulos
Roma
- Serie A: 2000-01

Milan
- Serie A: 2010-11
- Supercoppa Italiana: 2011
- Trofeo Luigi Berlusconi: 2011

Seleção Italiana
- Eurocopa Sub-21: 2004
- Jogos Olímpicos: 2004 (Medalha de Bronze)
- Copa do Mundo: 2006

### Prêmios Individuais
- Cavaliere Ordine al Merito della Repubblica Italiana: 2004
- Collare d'Oro al Merito Sportivo: 2006
- Ufficiale Ordine al Merito della Repubblica Italiana: 2006